# 本多政朝 (旗本)
本多 政朝（ほんだ まさとも）は、江戸時代前期の旗本。加賀藩家老・本多政重の三男。親族の下野榎本藩主本多家が無嗣により断絶すると、その名跡を継ぐ形で幕臣に取り立てられ、5000石の大身旗本となった。通称は帯刀。

## 生涯
元和6年（1620年）、加賀藩家老・本多政重の三男として生まれる。
政重の弟・本多忠純は下野国榎本藩の藩主となり、2万8000石を領していた。政朝の兄・政遂は、叔父である忠純の婿養子となり、榎本藩2代藩主となった。寛永15年（1638年）に政遂は26歳で早世し、跡を継いだ本多犬千代も寛永17年（1640年）5月13日に5歳で夭折したため、無嗣となった榎本藩は改易され、領知は収公された。
将軍徳川家光は、榎本藩本多家の断絶を惜しみ、政遂の弟である政朝がその名跡を継ぐこととなった。寛永19年（1642年）4月1日、政朝ははじめて徳川家光に拝謁した。寛永20年（1643年）12月18日、下野国都賀郡内で5000石の知行地を与えられ、旗本寄合席に列した。
慶安4年（1651年）5月13日、甲府城の守衛を命じられる。寛文元年（1661年）7月13日死去、42歳。浅草本願寺の徳本寺に葬られた。徳本寺は本多政遂以来本多家の葬地となっていた寺である。

## 系譜
『寛政重修諸家譜』には、2男5女が記されている。(　) 内は『寛政譜』の掲載順。女子については生母の記載がない。
- 正室：三浦正次の娘
  - 長男(4)：本多政方 - 弥八郎。家督を継ぐ
  - 二男(5)：本多政法 - 弥兵衛。別家したのち政方の養子となる
- 生母不明の子女
  - 女子(1) - 小出吉直の妻
  - 女子(2) - 小出英陳の妻
  - 女子(3) - 細井智勝の妻
  - 女子(6) - 堀直行の妻
  - 女子(7) - 中川成慶の妻

### 補足
- 政朝の没後、長男の政方が家督を継いだが、この際弟の政法に500石を分知して別家を立てさせた。その後、政法は政方の養子に迎えられ、500石は収公された。このため、政方以後の知行は4500石である。
- 『寛政譜』編纂時まで、この家は政朝―政方＝政法＝政淳―政参―政寛＝政房と続いた（―は実子、＝は養子関係）。
  - 上記のうち、政朝（本多政重の子）のほか、政淳（本多政敏の子）、政房（本多政行の子）が加賀本多家からの養子である。
  - 上記のうち4人（政朝・政淳・政参・政房）が「帯刀」を、2人（政法・政淳）が「弥兵衛」を通称としている。
  - 政方は、正信・正純も名乗った「弥八郎」を通称としたが、この家ではその後用いられていない[注釈 3]。寛文4年（1664年）に本多正之（本多正純の二男）が赦免を受けて大身旗本（3000石）として復帰しており、正之の家の当主数人が「弥八郎」を用いている[3]。
  - 上記のうち3人（政法・政淳・政房）が布衣以上となっている。本多政法は別家を立てていた際に書院番を務め、本家を継いだのちに御使番・定火消を務めた[1]。本多政淳は御使番・火事場見廻役を務めた[4]。本多政房は『寛政譜』編纂時点では布衣を許されていないが火事場見廻役・寄合肝煎を務めていることが記されており[4]、文化7年（1810年）には伏見奉行に任じられて文化11年（1814年）に没するまで在職した。政房は大隅守に叙された[5]（かつての榎本藩主本多家のうち2代も大隅守に叙されている）。